# Pongnim
Pongnim (także Pongnim san, 봉림산문/鳳林山門) – koreańska szkoła sŏn, jedna z 9 górskich szkół sŏn.
Szkoła ta została założona przez mistrza sŏn Hyŏnika, który w 824 udał się do Chin aby praktykować chan. Został uczniem mistrza chan Zhangjinga Huaihui ze szkoły hongzhou, ucznia Mazu Daoyi. Po otrzymaniu przekazu Dharmy powrócił w 837 r. do Silli. Początkowo przebywał w klasztorze Silsang, jednak później prowadził klasztor Kodal na górze Hyemok.
Jego najwybitniejszym uczniem był Chingyŏng Simhŭi. Wybudował on klasztor Pongnim.
Szkoła ta bardzo rozwinęła się, gdy prowadził ją mistrz sŏn Ch’anyu Togwang. Kolejni panujący królowie Silli popierali tę szkołę.
W 1356 r. wszystkie szkoły sŏn zostały zjednoczone pod nazwą chogye przez wybitnego mistrza sŏn T’aego Poŭ (1301–1382).

## Linia przekazu Dharmy zen
Pierwsza liczba oznacza liczbę pokoleń mistrzów od 1 Patriarchy indyjskiego Mahakaśjapy.
Druga liczba oznacza liczbę pokoleń od 28/1 Bodhidharmy, 28 Patriarchy Indii i 1 Patriarchy Chin.
Trzecia liczba oznacza początek nowej linii przekazu w danym kraju.
- 35/8 Mazu Daoyi (709–788) szkoła hongzhou
  - 36/9 Zhangjing Huaihui (755–818) (także Huaidao)
    - 37/10/1 Hyŏnik (787–868) szkoła pongnim – Korea
      - 38/11/2 Chingyŏng Simhŭi (855–923)
        - 39/12/3 Kyŏngjil
        - 39/12/3 Yungje
        - 39/12/3 Ch’anyu Togwang (869–958)
          - 40/13/4 Hŭnhong
          - 40/13/4 Tonggwang
          - 40/13/4 Haenggŭn
          - 40/13/4 Chŏnin
          - 40/13/4 Kŭmgyŏng
          - 40/13/4 Hunsŏn
          - 40/13/4 Chunhae